# Anomis chionosticta
Anomis chionosticta là một loài bướm đêm trong họ Erebidae.